# 條紋頰脂鯉
條紋頰脂鯉（学名：Apareiodon vittatus），為輻鰭魚綱脂鯉目脂鯉亞目下口半脂鯉科的其中一個種，分布於南美洲巴西庫裡提巴河流域，體長可達8.9公分，棲息在河川底中層水域，生活習性不明。